# Groupe d'armées no 1
Le groupe d'armées no 1, abrégé GA1, est un groupe d'armées de l'armée française pendant la Seconde Guerre mondiale. Créé le 1er octobre 1939, il est détruit dans la poche de Dunkerque début juin 1940 lors de la bataille de France.
Sa mise en place est décidée en septembre 1939, alors que l'invasion de la Pologne par l'Allemagne s'achève et laisse augurer une offensive prochaine de celle-ci à l'ouest. Le groupe d'armées no 1 doit, suivant ce qui avait été prévu dans le plan E avant guerre et dans l'hypothèse attendue d'une attaque allemande à travers la Belgique, assurer la défense de la position de résistance face à la Belgique, ou si les conditions le permettent, de porter la défense sur l'Escaut. Sa mission suit l'évolution des plans opérationnels pendant la drôle de guerre ; le 10 mai 1940 il applique ainsi le plan Dyle.

## Composition
Le 1er octobre 1939 le GA1 se compose des :
- 1re armée (Blanchard)
- Détachement d'armée A, devient la 9e armée (Corap) le 15 octobre 1939[3]
- 2e armée (Huntziger)

Cette composition ne change pas pour le plan Dyle, dont le GA1 prépare l'exécution à partir de novembre. Dans ce plan, en plus de ses trois armées, il doit également coordonner le corps expéditionnaire britannique et la 7e armée.

## Commandement
Le général Billotte reçoit le commandement du groupe d'armées lors de sa création, le poste de commandement s'installe à Soissons. Après la mort accidentelle de Billotte le 23 mai 1940, le général Blanchard lui succède jusqu'à la dissolution du groupe d'armées.